# 坑头坑桥
坑头坑桥是位于广东省广州市增城区荔城街道的一座古桥，具体位置在夏街村坑头坑自然村荔枝基处。桥建于清朝乾隆十七年（1725年），以五条厚0.6米、宽0.7米、长1米的麻石长条建成，横跨河涌两岸。